# Kristen Schaal

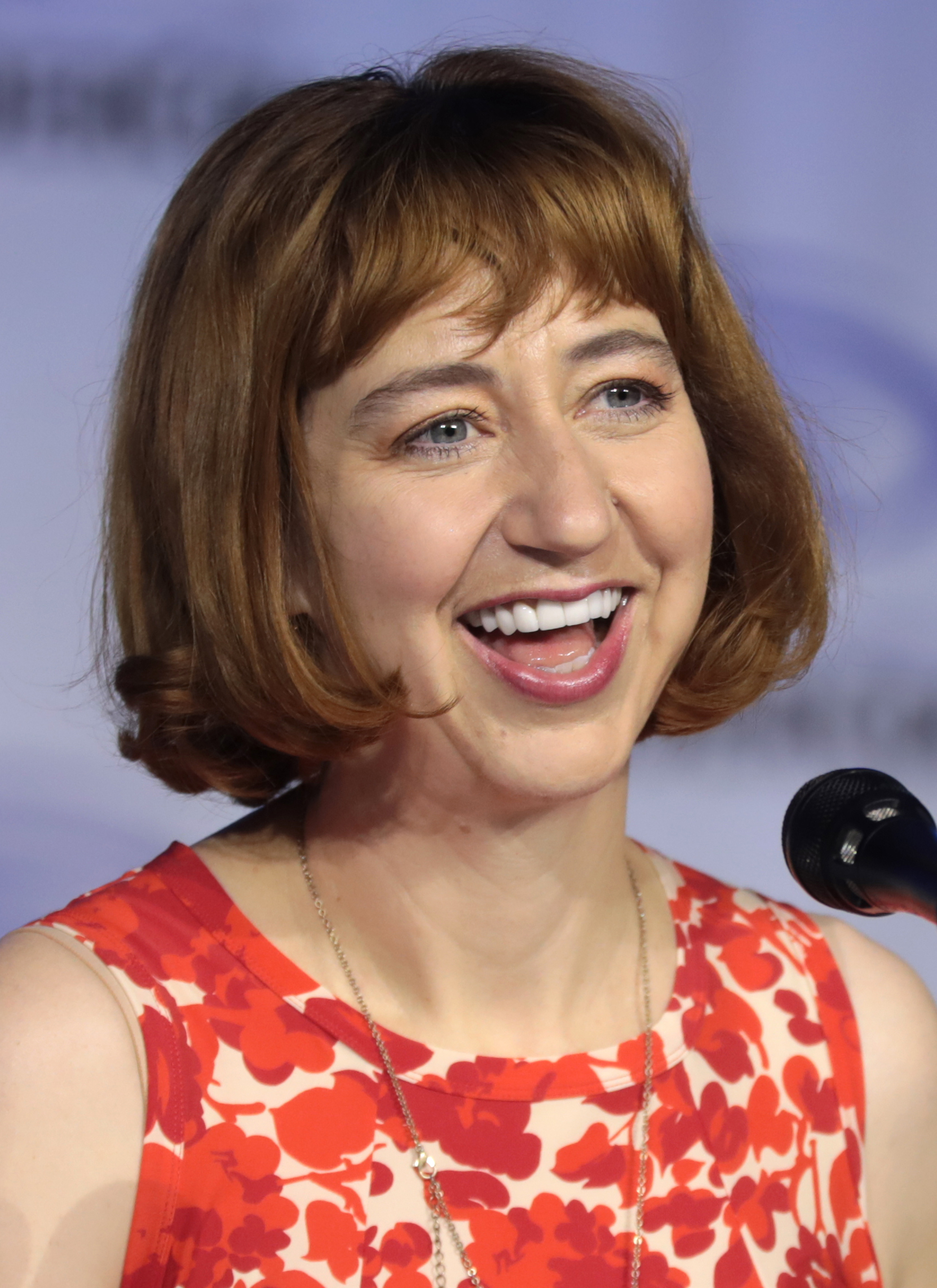
Kristen Schaal bei der WonderCon 2022

Kristen Joy Schaal (* 24. Januar 1978 in Longmont, Colorado) ist eine US-amerikanische Schauspielerin, Autorin und Komikerin. Bekannt wurde sie besonders durch ihre Rolle in der Fernsehserie Flight of the Conchords und als Komikerin und Autorin der Daily Show.

## Leben und Karriere
Nach ihrem Abschluss an der Northwestern University zog Schaal nach New York City. 2005 listete das New York Magazine sie unter den „Zehn lustigsten New Yorkern, von denen Sie noch nie gehört haben“. 2006 gewann sie einen Preis beim US Comedy Arts Festival in Aspen im US-Bundesstaat Colorado sowie den Andy-Kaufman-Preis beim New York Comedy Festival, den Preis als beste Stand-up-Komikerin der 2006 Nightlife Awards in New York sowie bei den 2007 ECNY Awards. Beim Melbourne International Comedy Festival 2008 gewann sie den Barry Award gemeinsam mit Nina Conti.
2006 trat Schaal in der ersten Staffel der Comedy-Central-Show Live at Gotham auf. Sie komoderiert die wöchentliche Varieté-Show Hot Tub im Comix Comedy Club und tritt im Peoples Improv Theater auf. Schaal ist Gründungsmitglied der Theatertruppe The Striking Viking Story Pirates, die Geschichten von Kindern in Sketchen und Liedern verarbeitet.
Beim Edinburgh Fringe 2007 trat Schaal live auf und wurde als eine von sechs aus mehr als zweihundert amerikanischen Darbietungen dort eingeladen, in einer vom US-Generalkonsulat gesponserten Auswahl aufzutreten. Schaal trat auch in der Royal Albert Hall im Rahmen des The Secret Policeman’s Ball 2008 auf sowie beim Bonnaroo 2009 Music Festival. 2010 war Schaal als Stand-up-Komikerin in John Olivers New York Stand Up Show zu sehen, sowie beim Solid Sound Festival im Massachusetts Museum of Contemporary Art.
Im 2014 erschienenen Musikvideo zu Weird Al Yankovics Tacky, einer Parodie auf Pharrell Williams Happy, ist Schaal ebenfalls vertreten.

## Filmografie (Auswahl)
Filme
- 2001: Kate & Leopold
- 2004: Poster Boy
- 2005: Adam & Steve
- 2006: Delirious
- 2007: Norbit

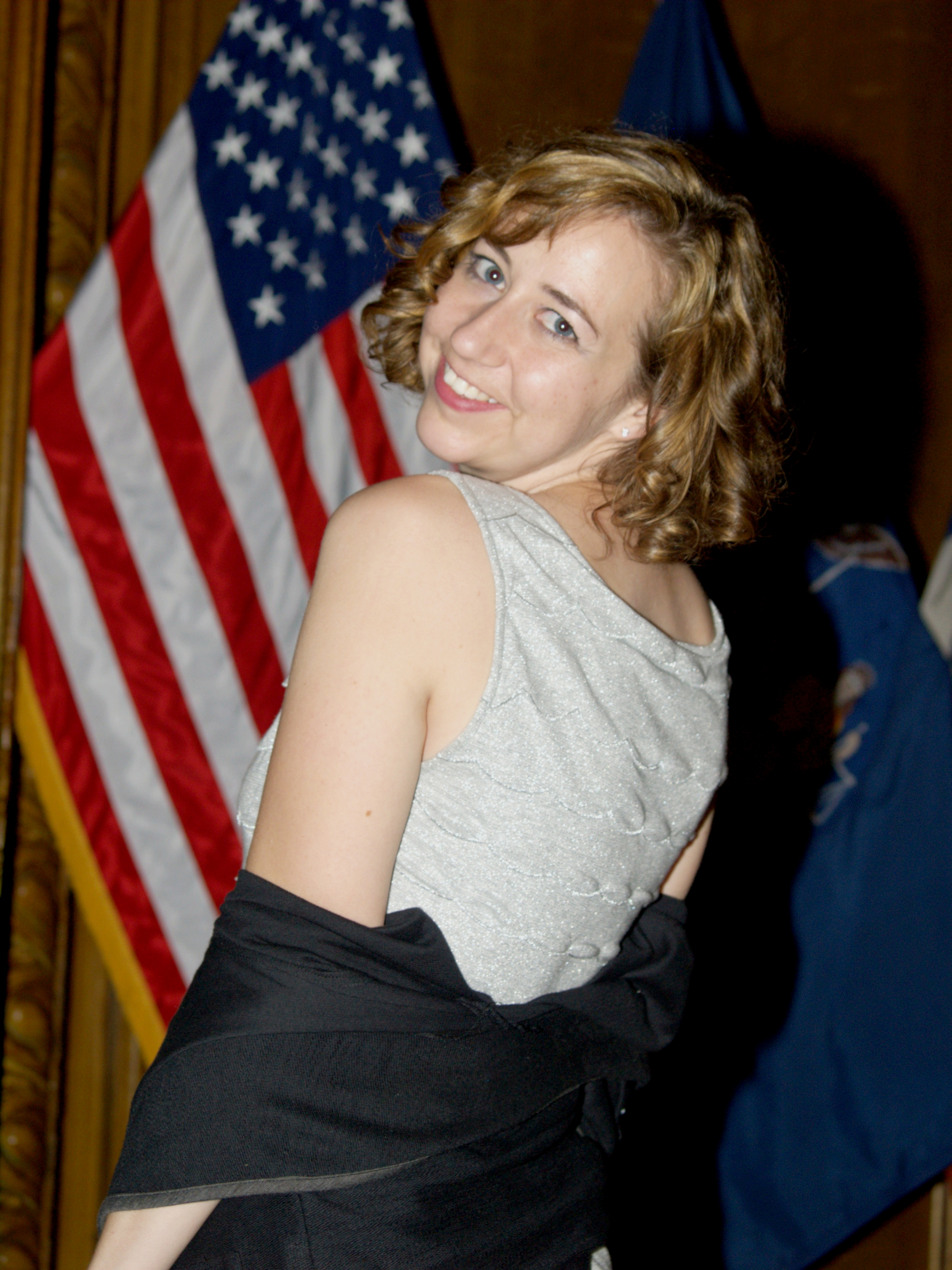
Schaal beim Brooklyn Book Festival 2010

- 2009: The Goods – Schnelle Autos, schnelle Deals (The Goods: Live Hard, Sell Hard)
- 2009: Mitternachtszirkus – Willkommen in der Welt der Vampire (Cirque du Freak: The Vampire’s Assistant)
- 2010: When in Rome – Fünf Männer sind vier zuviel
- 2010: Valentinstag (Valentine’s Day)
- 2010: Für immer Shrek (Shrek Forever After, Stimme)
- 2010: Männertrip (Get Him to the Greek)
- 2010: Toy Story 3 (Stimme)
- 2010: Dinner für Spinner (Dinner for Schmucks)
- 2010: Verrückt nach Dir (Going the Distance)
- 2011: Alles in Butter
- 2011: Die Muppets (The Muppets)
- 2013: Ich – Einfach unverbesserlich 2 (Despicable Me 2, Stimme)
- 2013: Wolkig mit Aussicht auf Fleischbällchen 2 (Cloudy with a Chance of Meatballs 2, Stimme)
- 2015: Picknick mit Bären (A Walk in the Woods)
- 2016: The Boss
- 2017: Captain Underpants – Der supertolle erste Film (Captain Underpants: The First Epic Movie, Stimme)
- 2018: Zwischenstation (Boundaries)
- 2020: Der Spion von nebenan (My Spy)
- 2020: Bill & Ted retten das Universum (Bill & Ted Face the Music)
- 2024: Der Spion von nebenan 2 (My Spy: The Eternal City)

Fernsehen
- 2001–2002: The Education of Max Bickford (3 Episoden)
- 2004: Law & Order: Special Victims Unit (1 Episode)
- 2006: Conviction (1 Episode)
- 2006: The Calderons (Fernsehfilm)
- 2006: Alles Betty! (1 Episode)
- 2006: Six Degrees (2 Episoden)
- 2006: Freak Show (7 Episoden, Stimme, verschiedene Rollen)
- 2007: Scott Bateman Presents Scott Bateman Presents (2 Episoden)
- 2007: Criminal Intent – Verbrechen im Visier (Law & Order: Criminal Intent, 1 Episode)
- 2007: Mad Men (1 Episode)
- 2007: Never Mind the Buzzcocks (Episode 21x04)
- 2007: Redeeming Rainbow (Fernsehfilm)
- 2007: Comedy: Shuffle (1 Episode)
- 2007: How I Met Your Mother (1 Episode)
- 2007–2009: Flight of the Conchords (Fernsehserie, 21 Episoden)
- 2008: Aqua Teen Hunger Force (1 Episode, Stimme)
- 2008: Horrible People (10 Episoden)
- 2009: Snake ’n’ Bacon (Fernsehfilm)
- 2010: Modern Family (Episode 1x13)
- 2010: FCU: Fact Checkers Unit (8 Episoden)
- 2010: Scared Shrekless (Fernsehfilm, Stimme)
- seit 2011: Bob’s Burgers (Fernsehserie, Stimme)
- 2012–2013: 30 Rock (11 Episoden)
- 2012–2016: Willkommen in Gravity Falls (Gravity Falls, Fernsehserie, 40 Episoden, Stimme)
- 2013: Toy Story of Terror (Fernsehfilm, Stimme)
- 2013: Wilfred (3 Episoden)
- 2014–2020: BoJack Horseman (Fernsehserie, Stimme)
- 2014: Glee (Fernsehserie, Episode 5x20)
- 2015–2018: The Last Man on Earth (Fernsehserie)
- seit 2019: What We Do in the Shadows (Fernsehserie)
- 2020: Disney Amphibia (Fernsehserie)
- 2021–2022: Die geheime Benedict-Gesellschaft (The Mysterious Benedict Society, Fernsehserie, 16 Episoden)
- 2022: Our Flag Means Death (Fernsehserie, 2 Episoden)

## Buch
- (gemeinsam mit ihrem Verlobten Rich Blomquist): Sexy Book of Sexy Sex.  Chronicle Books, July 2010.[6]